# Hui Buh
Hui Buh ist die Hauptfigur der gleichnamigen Hörspielserie auf dem Label Europa und der Buchreihe Hui Buh – Das Schloßgespenst von Eberhard Alexander-Burgh. Die Figur basiert auf der Erzählung Das Gespenst von Canterville von Oscar Wilde.

## Hintergrund zur Hörspielserie
Nachdem die Reihe zunächst erfolgreich in mehreren Ländern im Radio gelaufen war, erschien 1969 eine Langspielplatte (bereits mit der späteren Dauerbesetzung Hans Clarin als Hui Buh). Zu dieser Zeit steckte die 1965 ins Leben gerufene Hörspielsparte von Europa trotz einiger erster Erfolge mit Märchen-Hörspielen noch in den Kinderschuhen. Nach der Fertigstellung von Hui Buh gab es kurzzeitig Irritationen über den Zahlungsweg für die Gagen der Sprecher, sodass Hans Clarin, der bereits an anderer Stelle schlechte Erfahrungen gemacht hatte, die fertigen Tonbänder beschlagnahmte und erst wieder freigab, als ihm seine Gage in Form von Bargeld ausgezahlt worden war. Danach konnte die Schallplatte abgemischt und veröffentlicht werden, ohne dass zunächst an eine Fortsetzung gedacht wurde.
Als schließlich doch eine zweite Hörspielplatte erschien, sprach zunächst Helmut Kolar die Titelrolle, doch als die Serie in den 1970er-Jahren wieder mit Clarin fortgesetzt wurde, erschien eine weitere Fassung dieser zweiten Folge, in der Kolars Stimme nachträglich durch die Clarins ersetzt wurde.
Insgesamt entstanden 23 Hörspiele und 7 Bücher. Die Folgen 1 bis 15 erschienen als LP/MC und ab 16 erschienen sie nur noch als MC. Regie führte bei Folge 1 Konrad Halver, die Covergestaltung wurde von Marion Langeheineken und Benito Tonon ausgeführt. Ab der zweiten Folge übernahm Heikedine Körting die Regie. Die meisten Cover wurden dann von Hans Möller kreiert (Folge 2 bis 15). Im Jahre 1981 erschien von Michael Schanze und Clarin als Ariola 103160 eine Single mit den Titeln Hui Buh das Schloßgespenst/Mitternacht auf Schloß Burgeck, produziert wurde die Single von Ralph Siegel. Von 1999 bis 2006 wurden alle Folgen im Rahmen des Programms Rückkehr der Klassiker erneut auf CD und MC in den Handel gebracht, wobei die Cover der Folgen 16 bis 23 vom Illustrator Firuz Aşkın neu gestaltet wurden. Hans Clarin, der in seiner Anlage der vorwitzig krakeelenden Figur immer auch eine bemitleidenswert-tragische Komponente unterstrich und damit zu dem bleibenden Erfolg der Reihe wesentlich beitrug, spielte kurz vor seinem Tod in der Verfilmung nach Motiven der Hörspielreihe mit, allerdings nicht als krächzendes Schlossgespenst, sondern in der Rolle des Kastellan.

## Figuren

### Ursprüngliche Serie (Folgen 1 bis 23)
Hui BuhDas einzige behördlich zugelassene Gespenst auf Schloss Burgeck mit einer rostigen Rasselkette. Ursprünglich war Hui Buh ein Ritter mit Namen Balduin. Doch eines Tages wurde der Ritter beim Mogeln während des Kartenspiels Schwarzer Peter erwischt und daraufhin von einem seiner erzürnten Spielkumpanen zum Schlossgespenst Hui Buh verwünscht. Seit diesem Tag muss das Gespenst allnächtlich zwischen Mitternacht und 1 Uhr spuken. Als sich die Gelegenheit ergibt, nimmt das Gespenst mit einem boshaften Spuk Rache an den Nachfahren des Ritters Ottokar, muss jedoch hinterher zerknirscht eingestehen, dass es sich geirrt hat, denn tatsächlich wurde er von Ritter Adolar verwünscht. Hui Buh haust im Fledermausturm von Burgeck und schläft tagsüber in seiner vermoderten Holztruhe. Im Fledermausturm bewahrt Hui Buh auch seine Spuk-Kostüme und sein Buch Spuken leicht gemacht für jedermann auf. Literarisch betrachtet ist der Ritter Balduin ein Zitat des Don Quijote von Miguel de Cervantes, das Gespenst dagegen eine Hommage an Das Gespenst von Canterville von Oscar Wilde. Letzteres zeigt sich vor allem in der häufigen Glücklosigkeit beim Spuken, welche Hui Buh in die größten Schwierigkeiten bringt und das Schlossgespenst somit zu einer tragikomischen Figur macht. Hui Buh ist ein Meister der Verkleidung und verfügt über ein großes Repertoire an Verkleidungen, welches er mehr oder weniger passend zur geplanten Spukerei einsetzt. Die in den Hörspielen am häufigsten erwähnten Verkleidungen sind: Hugo, der hustende Henker, das augenrollende Ungetüm, der scharlachrote Rächer (auch: der purpurrote Rächer), der verhungerte Räuber Galgenstrick, der kreidebleiche Abt, der schieläugige Kutscher, Mumm, der Kopfschmeißer, der furchtbare Fürchtebart, der donnernde Daniel, der zähneklappernde Totengräber und der Ritter ohne Furcht und Tadel.
ErzählerNeben Hans Clarin selbst ist Hans Paetsch der einzige Sprecher, der in allen 23 Folgen der ursprünglichen Serie zu hören war. Jede Folge beginnt damit, dass den Zuhörern die Hauptpersonen vorgestellt und die Existenz von Hui Buh erklärt werden, dabei unterbricht Hui Buh den Erzähler ständig bzw. spukt dazwischen. Anschließend führt der Erzähler in die Handlung der jeweiligen Folge ein und schafft mit seinen folgenden Beschreibungen und Kommentaren verbindende Elemente zwischen den einzelnen Dialogszenen der Handelnden.
König Julius 111.Julius ist Erbe von Schloss Burgeck und der beste Freund Hui Buhs. Ursprünglich war Hui Buh alles andere als begeistert, dass Julius auf Schloß Burgeck Einzug hält, jedoch änderte sich seine Meinung sehr schnell, als sie eine gemeinsame Leidenschaft für gutes Essen und guten Wein feststellten. Aufgrund der Tatsache, dass die Serie über mehrere Jahre hinweg produziert wurde und die gewünschten Sprecher nicht immer dann zur Verfügung standen, wenn sie benötigt wurden, wurde die Rolle des Königs Julius 111. von verschiedenen Sprechern übernommen: Michael Weckler, Claus Wilcke, Wolfgang Kieling und Peter Kirchberger. Letzterer war gelegentlich auch in diversen Gastrollen zu hören.
Königin Konstanzia (auch Konstantia)Sie ist die Gemahlin von König Julius und wird als bildschön beschrieben. Ebenso wie die Rolle des Königs Julius 111. musste auch die Rolle der Königin Konstanzia mit verschiedenen Sprecherinnen besetzt werden; diesen Part übernahmen Ingrid Andree und Marianne Kehlau. Lediglich in der zweiten Folge, Hui Buh, das Schlossgespenst in neuen Abenteuern, übernahm die Volksschauspielerin Gerda-Maria Jürgens, die vor allem durch Übertragungen aus dem Kölner Volkstheater Millowitsch und einige Folgen der Kriminalserie Stahlnetz einem großen Fernsehpublikum bekannt geworden war.
Der KastellanEr lebt bereits seit vielen Jahren auf dem Schloss Burgeck und lässt sich von Hui Buhs Spukereien nicht mehr beeindrucken. Zu seinen Aufgaben gehört das Kochen, Putzen und jede Art von Hausmeisterarbeiten. Neben Hui Buh selbst und dem Erzähler ist die Rolle aus Sprechersicht die dritte Konstante in der Hörspielserie der Ur-Auflagen. Außer in den ersten beiden Folgen, in welcher der Kastellan von Konrad Mayerhoff in Folge 1 und von Helmo Kindermann in Folge 2 gesprochen wurde, hat in allen übrigen Folgen Andreas von der Meden die Rolle übernommen.
Servatius SebaldusBeamter der Gespensterbehörde. Ein typisch überkorrekter Beamter, der die Genehmigungsbedingungen für Hui Buhs Spuklizenz im Auge behält und zeitweise beanstandet. Servatius Sebaldus taucht in zwei Folgen auf: Hui Buh und die große Spukschau (Folge 5) und Hui Buh und die schauerliche Verwünschung (Folge 16). Sprecher des Servatius Sebaldus war in beiden Folgen Hans Hessling (Dieser spricht außerdem in der Folge Hui Buh im dunklen Mitternachtswald (Folge 15) die Rolle des Geisterbeschwörers).
Neben den Hauptrollen waren auch die Nebenrollen mit hochkarätigen und bekannten Namen besetzt. So liehen u. a. Gisela Trowe, Hellmut Lange, Franz-Josef Steffens, Ernst von Klipstein, Karl-Ulrich Meves, Volker Brandt und Christian Rode diversen Charakteren ihre Stimme.

### Neue Folgen 2008 und Filmadaption
TommySohn von Königin Konstanzia aus ihrer ersten Ehe. Wurde im Kinofilm eingeführt und ist erst bei den neuen Abenteuern dabei. Er wird von Maximilian Artajo gesprochen.
SophieTommys Freundin. Sie wohnt mit ihrer Tante in der Dorfschänke, die mit einem Geheimgang mit Schloss Burgeck verbunden ist. Auch sie taucht erst bei den neuen Abenteuern auf. Sie wird von Marie-Luise Schramm gesprochen.

### Darsteller und Sprecher
| Rolle              | Darsteller/Sprecher           | Darsteller/Sprecher          | Darsteller/Sprecher                                                                        | Darsteller/Sprecher    | Darsteller/Sprecher |
| Rolle              | Filme                         | Filme                        | Hörspiele                                                                                  | Hörspiele              | Hörspiele           |
| Rolle              | Hui Buh – Das Schlossgespenst | Hui Buh und das Hexenschloss | Original-Serie                                                                             | Neue Folgen            | Der kleine Hui Buh  |
| ------------------ | ----------------------------- | ---------------------------- | ------------------------------------------------------------------------------------------ | ---------------------- | ------------------- |
| Hui Buh            | Michael Bully Herbig          | Michael Bully Herbig         | Hans Clarin, Helmut Kolar (Folge 2)                                                        | Stefan Krause          | Stefan Krause       |
| König Julius CXI.  | Christoph Maria Herbst        | Christoph Maria Herbst       | Michael Weckler, Claus Wilcke, Wolfgang Kieling, Peter Kirchberger                         | Christoph Maria Herbst |                     |
| Königin Konstanzia | Ellenie Salvo González        |                              | Ingrid Andree, Marianne Kehlau, Gerda-Maria Jürgens (Folge 2)                              | Ulrike Stürzbecher     |                     |
| Kastellan          | Hans Clarin                   |                              | Konrad Mayerhoff (Folge 1), Helmo Kindermann (Folge 2), Andreas von der Meden (ab Folge 3) | Jürgen Thormann        |                     |
| Tommy              | Martin Kurz                   |                              |                                                                                            | Maximilian Artajo      |                     |
| Erzähler           |                               |                              | Hans Paetsch                                                                               | Andreas Fröhlich       | Marius Clarén       |
| Sophie             |                               |                              |                                                                                            | Marie-Luise Schramm    |                     |

## Liste der Hörspiele
| Nr. | Titel                                                            | Dauer       | Erschienen am    | Teile (Tracks) |
| --- | ---------------------------------------------------------------- | ----------- | ---------------- | -------------- |
| 1   | Hui Buh, das Schlossgespenst                                     | 42 min 2 s  | 1. Oktober 1973  | 30             |
| 2   | Hui Buh, das Schlossgespenst in neuen Abenteuern                 | 41 min 4 s  | 2. Oktober 1973  | 30             |
| 3   | Hui Buh, das Schlossgespenst spukt lustig weiter                 | 35 min 5 s  | 1. August 1974   | 30             |
| 4   | Hui Buh, das Schlossgespenst und das Geheimnis im Burgbrunnen    | 33 min 19 s | 1. November 1975 | 30             |
| 5   | Hui Buh, das Schlossgespenst und die große Spukschau             | 33 min 29 s | 1. März 1977     | 30             |
| 6   | Hui Buh, das Schlossgespenst fährt Geisterkarussell              | 34 min 42 s | 1. April 1977    | 30             |
| 7   | Hui Buh, das Schlossgespenst und der schaurige Punkt             | 34 min 7 s  | 1. Juni 1977     | 30             |
| 8   | Hui Buh, das Schlossgespenst und der Gruseltanz                  | 32 min 13 s | 1. Juli 1977     | 30             |
| 9   | Hui Buh, das Schlossgespenst und die Geisterjäger                | 37 min 39 s | 1. Dezember 1977 | 30             |
| 10  | Hui Buh, das Schlossgespenst und das verschwundene Schloss       | 38 min 17 s | 2. Dezember 1977 | 30             |
| 11  | Hui Buh, das Schlossgespenst in der alten Poltermühle            | 34 min 20 s | 1. August 1978   | 30             |
| 12  | Hui Buh, das Schlossgespenst und das unheimliche Feuerross       | 32 min 5 s  | 2. August 1978   | 30             |
| 13  | Hui Buh, das Schlossgespenst und die geraubte Ahnfrau            | 30 min 23 s | 1. Oktober 1979  | 30             |
| 14  | Hui Buh, das Schlossgespenst und die unheilvolle Burgfehde       | 34 min 4 s  | 2. Oktober 1979  | 30             |
| 15  | Hui Buh, das Schlossgespenst im dunkeln Mitternachtswald         | 36 min 57 s | 3. Oktober 1979  | 30             |
| 16  | Hui Buh, das Schlossgespenst und die schauerliche Verwünschung   | 34 min 57 s | 1. Juni 1982     | 30             |
| 17  | Hui Buh, das Schlossgespenst und das wilde Geisterheer           | 31 min 36 s | 2. Juni 1982     | 30             |
| 18  | Hui Buh, das Schlossgespenst und der rabenschwarze Dämon         | 37 min 17 s | 3. Juni 1982     | 30             |
| 19  | Hui Buh, das Schlossgespenst und die Schreckensnacht im Burgturm | 37 min 17 s | 4. Juni 1982     | 30             |
| 20  | Hui Buh, das Schlossgespenst in der Taufelsschlucht              | 36 min 45 s | 1. April 1983    | 30             |
| 21  | Hui Buh, das Schlossgespenst in der Gruselgruft                  | 34 min 7 s  | 2. April 1983    | 30             |
| 22  | Hui Buh, das Schlossgespenst und die Irrlichter im Moor          | 34 min 23 s | 1. Oktober 1983  | 30             |
| 23  | Hui Buh, das Schlossgespenst und das furchtbare Phantom          | 32 min 26 s | 2. Oktober 1983  | 30             |

### Neuauflage 1994/1995
Die sechs Folgen der Neuauflage 1994/1995 wurden mit neuen Covern von Giorgio Mizzi versehen.
1. Hui Buh das Schloßgespenst (CD/MC)
2. Hui Buh spukt lustig weiter (nur MC)
3. Hui Buh und die Geisterjäger (nur MC)
4. Hui Buh und die große Spukschau (nur MC)
5. Hui Buh und der Gruseltanz (nur MC)
6. Hui Buh im dunklen Mitternachtswald (nur MC)

### Neue Folgen 2008
Europa setzte 2008 die Hui-Buh-Reihe mit neuen Hörspielen fort, sie basieren auf dem Kinofilm mit Michael „Bully“ Herbig, wenngleich Hui Buh ein anderes Erscheinungsbild als im Film hat. Christoph Maria Herbst spricht hier die Rolle des König Julius, den er bereits im Film verkörperte. Wie beim Hörspiel zum Kinofilm fungiert Andreas Fröhlich hier als Erzähler und Stefan Krause spricht Hui Buh. Königin Konstanzia wird von Ulrike Stürzbecher gesprochen und der Kastellan von Jürgen Thormann. Des Weiteren haben viele bekannte Schauspieler und Synchronsprecher Gastauftritte. Zum Beispiel: Sascha Rotermund, Kaspar Eichel, Volker Brandt, Frank Glaubrecht, Jürgen Kluckert, Rick Kavanian, Hans-Peter Hallwachs, Lutz Riedel, Barbara Ratthey, Oliver Kalkofe, Wolfgang Völz, Hasso Zorn, Luise Lunow, Helmut Krauss, Engelbert von Nordhausen, Joachim Pukaß, Friedhelm Ptok und Kerstin Sanders-Dornseif.
| Nr. | Titel                                                  | Dauer         | Erschienen am      | Teile (Tracks) |
| --- | ------------------------------------------------------ | ------------- | ------------------ | -------------- |
| 1   | HUI BUH neue Welt – Der verfluchte Geheimgang          | 1 std. 14 min | 18. Januar 2008    | 40             |
| 2   | HUI BUH neue Welt – Entführung in die Geisterwelt      | 1 std. 7 min  | 19. Januar 2008    | 40             |
| 3   | HUI BUH neue Welt – Das mysteriöse Geisterbuch         | 1 std. 2 min  | 29. Februar 2008   | 40             |
| 4   | HUI BUH neue Welt – Der Schatten des Gespensterjägers  | 1 std. 8 min  | 26. September 2008 | 40             |
| 5   | HUI BUH neue Welt – Die magischen Spukschuhe           | 1 std. 7 min  | 14. November 2008  | 40             |
| 6   | HUI BUH neue Welt – Botschaft des Bösen                | 1 std. 11 min | 20. Februar 2009   | 40             |
| 7   | HUI BUH neue Welt – Das unheimliche Internat           | 1 std. 7 min  | 16. Oktober 2009   | 40             |
| 8   | HUI BUH neue Welt – Im Bann des Schwarzspukers         | 1 std. 2 min  | 12. Februar 2010   | 40             |
| 9   | HUI BUH neue Welt – Adolars Rückkehr                   | 1 std. 7 min  | 16. April 2010     | 40             |
| 10  | HUI BUH neue Welt – Geheimnis um Aquabacus             | 1 std. 12 min | 17. September 2010 | 40             |
| 11  | HUI BUH neue Welt – Das verlorene Geistertal           | 1 std. 7 min  | 26. November 2010  | 40             |
| 12  | HUI BUH neue Welt – Zurück im Mittelalter              | 1 std. 6 min  | 11. Februar 2011   | 40             |
| 13  | HUI BUH neue Welt – Die verschwundene Weihnacht        | 1 std. 9 min  | 23. September 2011 | 40             |
| 14  | HUI BUH neue Welt – Abenteuer in der Geisterbibliothek | 1 std. 6 min  | 25. November 2011  | 40             |
| 15  | HUI BUH neue Welt – Das verzauberte Schwert            | 1 std. 6 min  | 10. Februar 2012   | 40             |
| 16  | HUI BUH neue Welt – Der grauenvolle Geburtstag         | 59 min 22 s   | 14. September 2012 | 40             |
| 17  | HUI BUH neue Welt – Der Meisterdetektiv                | 1 std. 11 min | 23. November 2012  | 40             |
| 18  | HUI BUH neue Welt – Der Fluch der Geisterinsel         | 1 std. 7 min  | 15. Februar 2013   | 40             |
| 19  | HUI BUH neue Welt – Das Rätsel im Spukschloss          | 1 std. 13 min | 13. September 2013 | 40             |
| 20  | HUI BUH neue Welt – Der Schatz im Drachenmoor          | 1 std. 6 min  | 14. Februar 2014   | 40             |
| 21  | HUI BUH neue Welt – Die verspukte Maske                | 1 std. 18 min | 12. September 2014 | 40             |
| 22  | HUI BUH neue Welt – Der Geist des Pharao               | 1 std. 10 min | 13. Februar 2015   | 40             |
| 23  | HUI BUH neue Welt – Die Jagd nach dem Drachen          | 1 std. 17 min | 11. September 2015 | 40             |
| 24  | HUI BUH neue Welt – Spurlos verschwunden               | 1 std. 12 min | 19. Februar 2016   | 40             |
| 25  | HUI BUH neue Welt – Chaos auf Schloss Burgeck          | 1 std. 11 min | 17. Februar 2017   | 40             |
| 26  | HUI BUH neue Welt – Die kaiserliche Urkunde            | 1 std. 20 min | 22. September 2017 | 40             |
| 27  | HUI BUH neue Welt – Das Monster von Brugeck            | 1 std. 18 min | 20. April 2018     | 50             |
| 28  | HUI BUH neue Welt – Die verrückte Spieluhr             | 1 std. 20 min | 16. November 2018  | 50             |
| 29  | HUI BUH neue Welt – Der Tag der Ahnen                  | 1 std. 15 min | 11. Oktober 2019   | 52             |
| 30  | HUI BUH neue Welt – Die fantastische Geisterjagd       | 1 std.        | 27. März 2020      | 52             |
| 31  | HUI BUH neue Welt – Die vermaledeiten Marionetten      | 1 std. 15 min | 9. Oktober 2020    | 53             |
| 32  | HUI BUH neue Welt – Schlossgespenst gesucht!           | 1 std. 15 min | 19. Februar 2021   | 53             |
| 33  | HUI BUH neue Welt – Das Geisterkistenrennen            | 1 std. 23 min | 15. Oktober 2021   | 29             |
| 34  | HUI BUH neue Welt – Der Elemente-Kristal               | 1 std. 22 min | 4. März 2022       | 28             |
| 35  | HUI BUH neue Welt – Der verflixte achte Wochentag      | 1 std. 23 min | 1. Juli 2022       | 29             |
| 36  | HUI BUH neue Welt – Die blauen Büffel                  | 1 std. 22 min | 21. Oktober 2022   | 28             |
| 37  | HUI BUH neue Welt – Die magische Karte                 | 1 std. 23 min | 24. Februar 2023   | 29             |
| 38  | HUI BUH neue Welt – Die listige Lüge                   | 1 std. 23 min | 23. Juni 2023      | 29             |
| 39  | HUI BUH neue Welt – Die Spinnenbeschwörung             | 1 std. 28 min | 6. Oktober 2023    | 30             |
| 40  | HUI BUH neue Welt – Die vertrackte Hausgeist-Lizenz    | 1 std. 23 min | 15. Dezember 2023  | 29             |
| 41  | HUI BUH neue Welt – Verschollen im Tristland           | 1 std. 23 min | 15. März 2024      | 29             |
| 42  | HUI BUH neue Welt – Willkommen im Spukhotel            | 1 std. 23 min | 14. Juni 2024      | 29             |
| 43  | HUI BUH neue Welt – Die falsche Sophie                 | 1 std. 23 min | 13. September 2024 | 28             |
| 44  | HUI BUH neue Welt – Das geheimnisvolle Geistermädchen  | 1 std. 16 min | 13. Dezember 2024  | 26             |
| 45  | HUI BUH neue Welt – Der künstliche König               | 1 std. 17 min | 14. März 2025      | 26             |

#### Sonderfolgen
Bisher existieren drei Sonderfolgen: 2012 gab es eine zwölfminütige Halloween-Sonderfolge als kostenlosen Download auf der Produkt-Website. 2018 erschien das 99-minütige Live-Hörspiel Der schwebende Lolländer, das von Kindern und Jugendlichen der Bücherpiraten umgesetzt wurde. 2021 erschien das zweieinhalb-stündige Hörspiel Tausend vertückte Türen als Adventskalender mit 24 Kapiteln.

### Der kleine Hui Buh
Im Oktober 2016 erschienen die ersten Doppelfolgen eines Spin-offs, ebenfalls in der Regie von Christian Hagitte und Simon Bertling, das sich an Kinder ab drei Jahren richtet: Der kleine Hui Buh. Das Buch wurde von Simone Veenstra, Ulrike Rogler und Hilla Fitzen entwickelt. Auch hier spricht Stefan Krause die Titelfigur Hui Buh, Erzähler ist jedoch Marius Clarén.
1. Die verschwundene Stunde / Sven will zur Feuerwehr
2. Wie Hui Buh seine Rasselkette bekam / Die Halloween-Party
3. Die wilde Koboldjagd / Der fluchende Papagei
4. Der blubbernde Brotteig / Alarm in der Geheimzentrale
5. Schatzjagd im Museum / Magische Meisterschaft
6. Verspuktes Weihnachten / Schreck zu Silvester
7. Die geschrumpfte Hexe / Monster unter dem Bett?
8. Der verlorene Schlüssel / Die geistreiche Geisterbahn
9. Der kleine Geisterjäger / Der weltbeste Detektiv
10. Überraschung für Hedda Hex / Yoshi ist weg!
11. Das verwickelte Klassenzimmer / Freitag, der 13.
12. Der verschollene Ritterschatz / Polly, das Piratenmädchen
13. Der verlorene Besen / Das Theater der Kuscheltiere
14. Der verrückte Zeugnistag / Das Fest im Dunkeln
15. Dicke Freunde / Das verzwickte Geburtstagsgeschenk
16. Kunterbunter Osterspuk / Die lustige Bildersuche
17. Das Quartett der magischen Wesen / Ein fürchterlicher Irrtum
18. Die kleine Wut-Ursel / Der verzauberte Hexenschuss
19. Die wunderliche Oma / Der Wunschring
20. Die Geisterstunde / Lotte zieht aus
21. Das verschwundene Storchennest / Die Grusel-AG
22. Ein Piratentier für Polly / Die verwünschte Wünscherei
23. Spuk in der Geisterbahn / Die rätselhafte Verwandlung
24. Hugo, der Hexenschüler / Der große Krötenregen
25. Das mutigste Kind / Das blubbernde Seeungeheuer

## Liste der Bücher
Alte Ausgaben (1973–1981)
Eberhard Alexander-Burgh veröffentlichte den ersten Band zunächst 1973 beim Boje Verlag. Die Illustrationen wurden von Edith Witt ausgeführt. Die Neuauflage erschien 1978 in Schreibschrift beim Engelbert-Verlag (peb-Schreibschriftbücher), der auch alle weiteren Buchfolgen herausbrachte. Die Einbände gestaltete Hans Möller, die Bilder der Innenseiten zeichnete Ursula Dönges-Sandler.
1. Hui Buh, das Schloßgespenst
2. Hui Buh, das Schloßgespenst und die tausend Geisterstimmen
3. Hui Buh, das Schloßgespenst und das mitternächtliche Kegelspiel
4. Hui Buh, das Schloßgespenst und der geheimnisvolle Burgbrunnen
5. Hui Buh, das Schloßgespenst und die große Spukschau
6. Hui Buh, das Schloßgespenst fährt Geisterkarussell
7. Hui Buh, das Schloßgespenst und der schaurige Punkt

Neue Ausgaben (2010–2011)
Die neuen Ausgaben wurden beim Kosmos-Verlag herausgebracht. Die Autorinnen waren Ulrike Rogler und Simone Veenstra. Die Illustrationen der Einbände stammten von Ralf Marczinczik, die Zeichnungen der Innenseiten von Sebastian Meyer.
1. Hui Buh, das Schlossgespenst – Der verfluchte Geheimgang
2. Hui Buh, das Schlossgespenst – Entführung in die Geisterwelt
3. Hui Buh, das Schlossgespenst – Das mysteriöse Geisterbuch
4. Hui Buh, das Schlossgespenst – Der Schatten des Gespensterjägers
5. Hui Buh, das Schlossgespenst – Die magischen Spukschuhe

Der kleine Hui Buh
Im Jahr 2019 wurden im Coppenrath Verlag zwei Bücher zum kleinen Hui Buh veröffentlicht. Die Autorinnen waren Ulrike Rogler und Simone Veenstra, die Zeichnungen wurden von Mareikje Vogler ausgeführt.
1. Der kleine Hui Buh – Verspukt und zugehext!
2. Der kleine Hui Buh – Spuken will gelernt sein!

Filmbücher
Zusammen mit der ersten Verfilmung erschien im Jahr 2006 bei Schneiderbuch ein Roman von Dirk Ahner, dessen Handlung sich nach dem Drehbuch des Films richtet. 2009 wurde das Buch nochmals vom Carlsen Verlag publiziert. Die Umschlaggestaltung übernahm hier Almud Kunert. Des Weiteren veröffentlichte 2006 der Panini-Verlag noch einen Bildband zum Kinofilm.
2022 brachte Dirk Ahner im Coppenrath Verlag auch die Handlung der zweiten Verfilmung als Roman mit Filmbildern heraus.

## Verfilmungen
Constantin-Film hat mit deren Tochter Rat Pack Filmproduktion das Thema Hui Buh verfilmt. Für die Hauptrollen wurden Michael „Bully“ Herbig und Christoph Maria Herbst engagiert. Produzent Christian Becker (Der Wixxer) hat den Film mit seiner Firma Rat Pack entwickelt und von Hui-Buh-Erfinder Eberhard Alexander-Burgh die Verfilmungsrechte erworben.
Eine Fortsetzung erschien am 3. November 2022 unter dem Titel Hui Buh und das Hexenschloss. In den Hauptrollen sind erneut Michael Herbig und Christoph Maria Herbst zu sehen. Sebastian Niemann führte Regie.

## Auszeichnungen
Die erste Hörspieladaption des Labels Europa (1969–1983) wurde insgesamt 5 mal vom BVMI zertifiziert.
- Vier Goldene Schallplatten für 250.000 an den Handel verkaufte Einheiten.
  - 1978: Gold für Folge 1
  - 1979: Gold für Folge 2
  - 1979: Gold für Folge 3
  - 1981: Gold für Folge 4
- Eine Platin-Schallplatte für 500.000 an den Handel verkaufte Einheiten.
  - 1981: Platin für Folge 1

## Belege
1. ↑  Spiegel-Online-Artikel vom 12. März 2003
2. ↑  Hui Buh das Schlossgespenst, Folge 6: Hui Buh fährt Geisterkarussell
3. ↑  Hui Buh das Schlossgespenst, Folgen 1 – 23
4. ↑  https://web.archive.org/web/20010720212043/http://www.europa-vinyl.de/huibuh1.php3
5. ↑  Inhaltsangaben auf den MC-/CD-Covern der entsprechenden Episoden
6. ↑  Sprecherangaben auf den MC-/CD-Covern der entsprechenden Episoden
7. ↑  Spotify. Abgerufen am 18. Januar 2025.
8. ↑  Spotify. Abgerufen am 6. Mai 2025.
9. ↑  HUI BUH Neue Welt – Live-Hörspiel: Der schwebende Lollländer. (lnk.to [abgerufen am 26. Oktober 2018]).
10. ↑  Folgen von Der kleine Hui Buh
11. ↑  Ausgaben von Alexander-Burgh im Katalog der Deutschen Nationalbibliothek
12. ↑  Ausgaben (Memento des Originals vom 9. Januar 2017 im Internet Archive)  Info: Der Archivlink wurde automatisch eingesetzt und noch nicht geprüft. Bitte prüfe Original- und Archivlink gemäß Anleitung und entferne dann diesen Hinweis. von Rogler und Veenstra
13. ↑  Auszeichnungen für Musikverkäufe: DE